# Витов, Михаил Владимирович
Михаи́л Влади́мирович Вито́в (1923, Москва — 1968, Москва) — советский учёный-этнограф и антрополог. Основные труды по антропологии и этнографии Русского Севера.

## Биография
Родился в 1923 году. В 1946 году окончил Московский государственный университет имени М. В. Ломоносова (кафедра этнографии), в 1952 году — защитил кандидатскую диссертацию «Поселения Заонежья в XVI-XVII вв. как предмет этнографического изучения» (рук. - Н.Н. Чебоксаров).
С 1952 года работал на кафедре этнографии МГУ, занимался историко-этнографическими и антропологическими исследованиями. В середине 1960-х годов Витов из-за болезни был вынужден оставить преподавательскую и экспедиционную деятельность. В последние годы жизни работал в Институте истории АН СССР.

## Научная деятельность
Основная сфера научных интересов Витова — антропология и этнография Русского Севера. В 1953—1958 годах руководил экспедицией, изучавшей этнографические особенности и антропологический состав севернорусского населения и соседних этнических групп. Материалы экспедиции явились сплошным в территориальном отношении описанием с их количественной характеристикой, всего было обследовано около 8 тысяч человек.
Важной заслугой явился разработанный Витовым метод обработки статистических материалов и составление на их основе картосхем.

## Работы
- Поселения Заонежья в XVI—XVII вв. // Краткие сообщения Института этнографии АН СССР. Вып. 19. М.: Изд-во АН СССР, 1953. С. 78-80.
- О классификации поселений // Советская этнография. 1953. №. 3. С. 31-37.
- Гнездовой тип расселения на русском Севере и его происхождение // Советская этнография. 1955. № 2. С. 27–40.
- Витов М. В. Приемы составления карт поселений XV—XVII вв. по данным писцовых и переписных книг (на примере Шунгского погоста Обонежской пятины) // Проблемы источниковедения. — Москва: Издательство академии наук СССР, 1956. — Т. V. — С. 231-264.
- Витов М. В. Формы поселений Европейского Севера и время их возникновения // Краткие сообщения Института этнографии АН СССР. Вып. 29. М.: Изд-во АН СССР, 1958. С. 30-37.
- Приемы составления карт поселений XV—XVII вв. по данным писцовых и переписных книг (на примере Шунгского погоста Обонежской пятины) // Сборник Института этнографии АН СССР. М.: Изд-во АН СССР, 1958. Вып. 29. С. 30-37.
- Вопросы этнографической систематики восточнославянского народного жилища // Вестник МГУ. 1958. № 4. С. 128-140.
- Антропологическая характеристика современного населения восточной Прибалтики // Труды Прибалтийской экспедиции», т. I. / под общ. ред. Х. А. Моора, Б. А. Рыбакова, С. П. Толстова И Н. Н. Чебоксарова. М.: Изд-во АН СССР, 1959.
- Этническая антропология Восточной Прибалтики, М.: Изд-во АН СССР, 1959 (в соавт. с К. Ю. Марк и Н. Н. Чебоксаровым).
- Витов М. В. Историко-географические очерки Заонежья XVI—XVII веков: Из истории сельских поселений / Отв. ред. А. Н. Насонов. — М.: Изд-во МГУ, 1962. — 292 с. — 700 экз.
- Этнические компоненты русского населения Севера (в связи с историей колонизации XII-XVII вв.). М.: Наука, 1964.
- Некоторые вопросы этнологического картографирования // Проблемы лингво- и этногеографии и ареальной диалектологии: Тезисы докладов. М.: Наука, 1964.
- След и посиденье в обонежской топонимии XV-XVIII вв. // Вопросы географии. Вып. 70, 1966. С. 163—166.
- Севернорусская топонимия XV—XVIII вв. как исторический источник // Вопросы языкознания. 1967. № 4. С. 75-91.
- География боярщины на новгородском Севере в XV в. // Славяне и Русь: Сб. ст. к шестидесятилетию акад. Б. А. Рыбакова / отв. ред. Е. И. Крупнов. М.: Наука, 1968. С. 266-213[3].
- Витов М. В. Антропологические данные как источник по истории колонизации Русского Севера. — М.: ИЭА РАН, 1997. — 201 с. — (Народы России).